# Forsa, Tensta socken
Forsa är en by i Tensta socken i Uppsala kommun belägen cirka 7 km öster om Björklinge och 5 km väster om Vattholma i centrala Uppland.
Forsa ligger längs länsväg 700. I samband med anläggandet av nya E4 har Forsa visat sig vara en betydande fornlämningsplats i centrala Uppland. 
Forsa är Tensta sockens största by. Traditionellt består Forsa av två byar: Väster-Forsa och Öster-Forsa.

## Geografi
Delvis grupperad längs en å-ravin har byn ett komplicerat vägnät med gamla anor, som slingrar sig mellan gårdarna. Byns äldre byggnadsbestånd är relativt enhetligt från tiden omkring 1900–1930. Det kulturhistoriska värdet ligger framförallt i den förtätade bymiljön och i att den ursprungliga bystrukturen är bevarad (endast fyra av gårdarna är utflyttade från bykärnan); men även i gårdarnas mycket enhetliga prägel och i de kringbyggda gårdsformerna, som härrör från äldre tiders tradition.

## Historia
Forsabyarnas historia börjar med landhöjningen efter senaste istiden. Arkeologiska undersökningar har visat att fast bebyggelse fanns i Forsa redan under bronsåldern, då resterna av långhus påträffats i närheten av nuvarande E4-påfarten. Vid det så kallade Ryssgärdet har även påträffats kultbyggnader, vilka varit i funktion under hela bronsåldern.
Väg 700 mellan Vattholma och Björklinge gick förut genom Forsas bykärna och är i sina äldsta delar från bronsåldern. I och med landhöjningen flyttades under järnåldern bebyggelsen ner mot nuvarande platsen för byn. Runstenar har påträffats i och runt byn. Från medeltiden tar byn form i dalgången kring Forsaån – eller Fibäcken som den kallades i äldre tider – ett av Vendelåns tillflöden.
Namnet Forsa sägs anspela på de numera rätt blygsamma forsarna i Fibäcken eller möjligen på de mera strida forsarna i Järsta (ett av Järstas hemman har tidigare hört till Forsa). Forsaån var byns livsnerv. Längs den ligger ett antal källflöden. Dessutom hade varje gård sina bykbryggor och brygghus i nära anslutning till ån.
Vad beträffar Forsas medeltida historia så kan man konstatera att ärkebiskopen Olof Björnsson, kallad ”den vise” (latinsk namnform: Olaus Beronis Sapiens) föddes här. När han föddes är oklart men han dog 13 mars 1332. Olof var möjligen son till riddaren, riksrådet och lagmannen i Södermanland Björn Näf av Färla-ätten. Vid tinget i Onslunda 1302 skänkte Olof Björnsson 4 örtugland (=6400 kvm) mark i Forsa ström (möjligen holmen i Järsta) till sin släkting Birger Persson från Finsta (Heliga Birgittas far). Olof Björnsson ligger begravd i Uppsala domkyrka.
Gårdarna i Väster-Forsa har till största delen brukats av skattebönder. En stor del av dagens jordbruksareal var dock länge våtmark. Det något större Öster-Forsa präglades av frälsejord-och småningom de tre akademigårdar, vilka skänktes av Gustav II Adolf till Uppsala universitet 1623, och som ända till nutid brukats av arrendebönder. Vid sekelskiftet 1900 fanns 13 fullt aktiva brukningscentra i Forsa, 2021 återstår ett. Jordarna är till stora delar utarrenderade. Forsa-gårdarna har under äldre tid varit relativt stora gårdar, med 6-12 kor och 1-2 hästar och jordar på uppemot 40 har odlad mark och 40 har skog.
Också krigsmakten har satt sin prägel på Forsa, som geografiskt tillhörde Uppsala kompani (tidigare Bälinge kompani) vid Kungl. Upplands infanteriregemente. Det ständiga knekthållet var organiserat i fem rotar: tre i Öster-Forsa och två i Väster-Forsa. Soldattorpen har under århundradena haft olika läge, allteftersom jord skiftades bland rotebönderna. Två soldattorp finns bevarade: ett på sin ursprungliga plats sydöst om bykärnan och ett som flyttats till bykärnan, där det tjänat som brygghus på en av akademigårdarna. 
Även indelningsverket har lämnat spår efter sig: Ett trumslagarboställe, som fortfarande är intakt (Forsa 11:2). Dessutom låg bostället för 1:e bataljonsprästen (ursprungligen fänriksboställe) mitt i byn, alldeles vid åkröken.